# رون أندروود
رون أندروود (بالإنجليزية: Ron Underwood)‏ هو كاتب سيناريو ومخرج أمريكي، ولد في 6 نوفمبر 1953 في غلينديل في الولايات المتحدة.

## وصلات خارجية
- رون أندروود على موقع IMDb (الإنجليزية)
- رون أندروود على موقع ألو سيني (الفرنسية)
- رون أندروود على موقع ميوزك برينز (الإنجليزية)
- رون أندروود على موقع أول موفي (الإنجليزية)
- رون أندروود على موقع بوكس أوفيس موجو (الإنجليزية)
- رون أندروود على موقع قاعدة بيانات الأفلام السويدية (السويدية)
- رون أندروود على موقع إن إن دي بي (الإنجليزية)
- رون أندروود على موقع قاعدة بيانات الفيلم (الإنجليزية)
- رون أندروود على موقع كينوبويسك (الروسية)